# Stranda och Handbörds kontrakt
Stranda och Handbörds kontrakt var ett kontrakt av Växjö stift inom Svenska kyrkan i Kalmar län. Kontraktet upplöstes 2012 och de ingående församlingarna överfördes till Stranda-Möre kontrakt. 
Kontraktskoden var 0615.

## Administrativ historik
Kontraktet bildades 1962 av
Från då upphörda Stranda kontrakt
- Ålems församling
- Mönsterås församling
- Döderhults församling
- Oskarshamns församling

Från då upphörda Handbörds kontrakt
- Högsby församling
- Fågelfors församling
- Långemåla församling
- Fagerhults församling
- Kråksmåla församling som 1995 överfördes till Södra Möre kontrakt
- Fliseryds församling

från Norra Möre kontrakt
- Bäckebo församling som 1995 överfördes till Södra Möre kontrakt

Kontrakten tillhörde Kalmar stift från 1602 till 1915 då detta lades samman med Växjö stift.

### Kontraktsprostar i Stranda
- 1710–1729 Daniel Brauner
- 1739–1750 Magnus Gabriel Cr™lius
- 1750–1783 Anders Swebilius
- 1784–1806 Gustaf Hackman
- 1806–1823 Johan fredrik Bruhn
- 1823–1837 Emanuel Bæckström
- 1837–1863 Anders Georg Elfström
- 1863–1883 Jonas Carlstedt
- 1883–1901 Theodor Ringberg
- 1902–1907 Jonas Arvman
- 1907–1921 Karl Karlson
- 1921–1931 Gustaf Linderoth
- 1931–1942 Richard Norlén
- 1942–1958 John Sjöberg
- 1958–1961 Bertil Lind

### Kontraktsprostar i Handbörd
- 1569–1612 Olaus Jonæ
- 1620–1634 Johannes Petri
- 1634–1662 Laurentius Wallerius
- 1663–1676 Nils Bruun
- 1677–1697 Nils Wallerius
- 1698–1732 Claes Fock
- 1734–1750 Johan Galle
- 1751–1766 Carl Gustaf Schröder
- 1766–1783 Johan Phman
- 1783–1799 Anders Löfman
- 1799–1828 Johan Peter von Sydow
- 1829–1858 Nils Henrik Wimmerstedt
- 1858–1880 Nils Isak Löfgren
- 1882–1897 Bogislaus Lind
- 1897–1907 Carl Gustaf Herlin
- 1908–1920 Olof Albin
- 1920–1920 August Egberg
- 1929–1943 Johan Laurin
- 1943–1956 Bernhard Möllerberg
- 1956–1961 Gunnar Svenhagen

### Kontraktsprostar i Stranda och Handbörd
- 1961–1964 Bertil Lind
- 1964–1971 Gösta Fredén
- 1971–1972 Carl Sjögren
- 1972–1974 John Erik Hellborg
- 1974–1985 Ulf Björkman
- 1985–1989 Sven Lenhoff
- 1989–2002 Leif Norrgård